# Johann Chua
Johann Chua ist ein philippinischer Poolbillardspieler.

## Karriere
Im Oktober 2011 wurde Johann Chua Neunter bei der BSCP National Championships Overall. Im Dezember erreichte er bei der Manny Pacquiao International 10-ball championship den 17. Platz.
Im November 2012 erreichte er mit dem dritten Platz bei den Japan Open seinen ersten größeren internationalen Erfolg.
2013 belegte er den 17. Platz bei den China Open. Bei den Japan Open 2013 wurde er erneut Dritter.
2014 gelang es Chua bei den China Open in die Finalrunde einzuziehen. Im Achtelfinale verlor er jedoch gegen den Taiwaner Chang Jung-lin. Bei der wenige Tage später stattfindenden 9-Ball-WM erreichte er erstmals die Finalrunde einer Weltmeisterschaft. Im Viertelfinale schied er jedoch gegen seinen Landsmann Elmer Haya aus. Im September 2014 wurde Chua Siebter beim Manny Pacquiao Cup.
Bei der 10-Ball-Weltmeisterschaft 2015 erreichte er nach Siegen gegen Ralf Souquet, Wang Can und Lee Van Corteza das Viertelfinale und unterlag dort David Alcaide mit 9:11. Bei der 9-Ball-WM 2015 schied er in der Runde der letzten 64 gegen Yukio Akakariyama aus. Im November 2015 gelang ihm bei den Japan Open nach Siegen gegen Ralf Souquet, Lo Li-wen und Shane van Boening der Einzug ins Finale, in dem er seinen Landsmann Ronato Alcano mit 11:7 besiegte.

## Erfolge
| Japan Open: | 2015 |